# Arda (pleme)
Arda, pleme Američkih Indijanaca koje je obitavalo između rijeka Napo i Marañon, u bazenu Amazone. Clements R. Markham ih smatra za ogranak plemena Yameo, porodica Peba-Yagua, dok ih Daniel G. Brinton u  'The American Race'  ostavlja neklasificirane.
Jezik arda iz skupine gbe s afričke obale, jezikoslovci (Rivet 1924. i Schmidt, 19226) su pogrešno identificirali s Arda Indijancima.